# INA (empresa)
INA - Industrija nafte, o abreviadamente INA, es la compañía petrolera nacional de Croacia. Fue fundada en 1964. La compañía es propiedad de la empresa petrolera húngara MOL (47,16%), la República de Croacia (representada por el gobierno) (44,84%) e inversores privados (7,9%). Sus acciones cotizan en la bolsa de Zagreb y en la bolsa de Londres mediante Global Depository Receipt. Con unos ingresos en 2010 de 25.000 millones de kunas, INA es la mayor empresa de Croacia.

## Operaciones

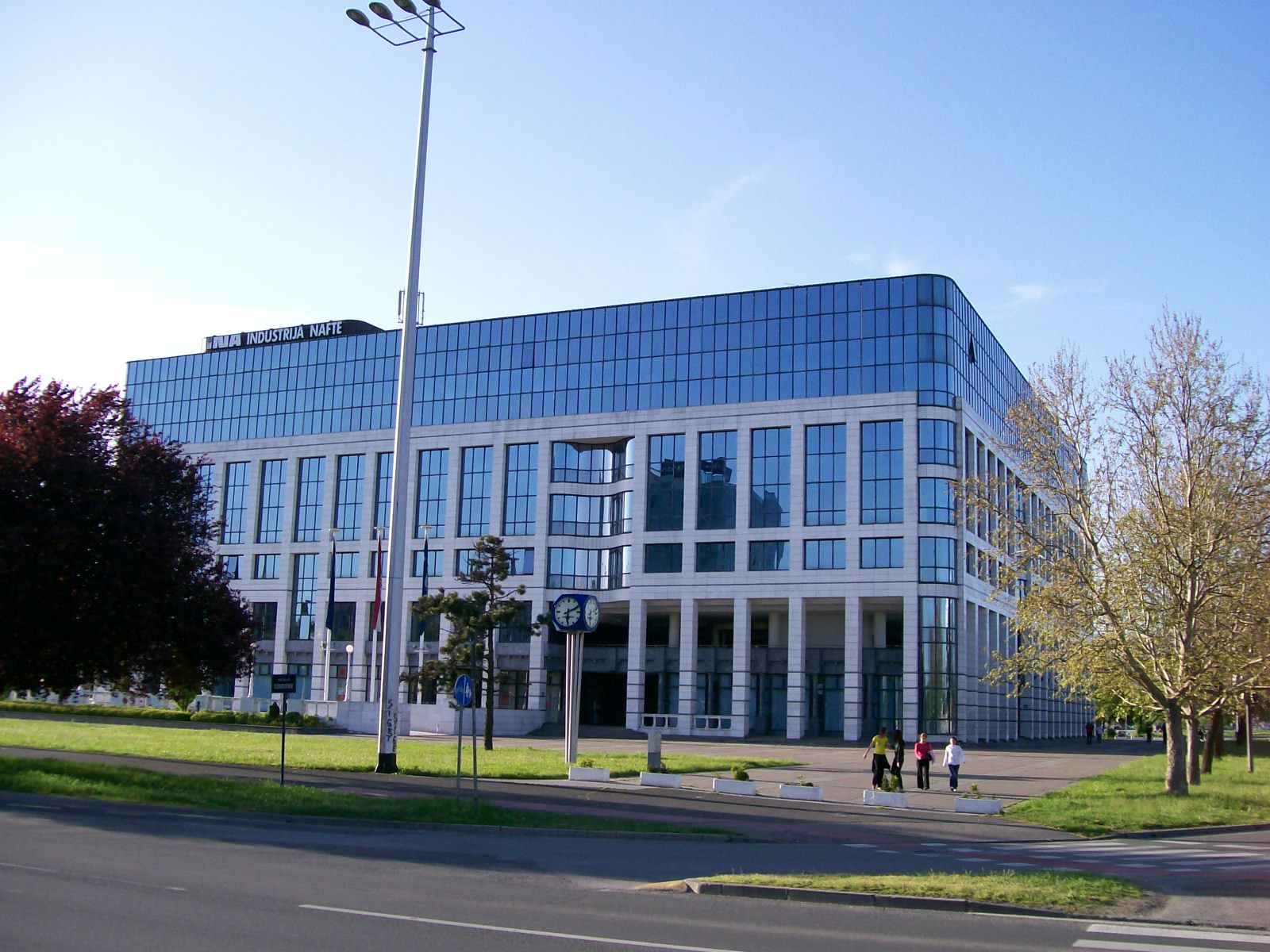
Sede de INA en Zagreb.

La principal empresa de INA, INA d.d., está involucrada en la exploración y producción de petróleo y gas, derivados del petróleo y la comercialización de los mismos. El Grupo INA es el grupo de un conjunto de empresas filiales, que incluyen PROplin que trata gas licuado del petróleo, Crosco que se ocupa de la perforación, STSI para servicios técnicos y Maziva-Zagreb que produce lubricantes. INA también tiene una participación en JANAF, el gasoducto del Adriático.